# Tillatoba
Tillatoba és una població dels Estats Units a l'estat de Mississipi. Segons el cens del 2000 tenia 121 habitants.

## Demografia
Segons el cens del 2000, Tillatoba tenia 121 habitants, 49 habitatges, i 32 famílies. La densitat de població era de 45,8 habitants per km².
Dels 49 habitatges en un 34,7% hi vivien nens de menys de 18 anys, en un 49% hi vivien parelles casades, en un 16,3% dones solteres, i en un 32,7% no eren unitats familiars. En el 28,6% dels habitatges hi vivien persones soles el 10,2% de les quals corresponia a persones de 65 anys o més que vivien soles. El nombre mitjà de persones vivint en cada habitatge era de 2,47 i el nombre mitjà de persones que vivien en cada família era de 3,06.
Per edats la població es repartia de la següent manera: un 28,1% tenia menys de 18 anys, un 9,1% entre 18 i 24, un 28,1% entre 25 i 44, un 25,6% de 45 a 60 i un 9,1% 65 anys o més.
L'edat mediana era de 32 anys. Per cada 100 dones de 18 o més anys hi havia 97,7 homes.
La renda mediana per habitatge era de 34.306 $ i la renda mediana per família de 51.458 $. Els homes tenien una renda mediana de 42.917 $ mentre que les dones 22.143 $. La renda per capita de la població era de 20.746 $. Entorn del 13,7% de les famílies i el 10,1% de la població estaven per davall del llindar de pobresa.

## Poblacions més properes
El següent diagrama mostra les poblacions més properes.